# روزاريو سانشيز
روزاريو سانشيز (بالإسبانية: Rosario Sánchez) هي منافسة ألعاب القوى مكسيكية، ولدت في 26 أكتوبر 1973.

## وصلات خارجية
- روزاريو سانشيز على موقع الاتحاد الدولي لألعاب القوى (الإنجليزية)
- روزاريو سانشيز على موقع أوليمبيديا (الإنجليزية)